# بایرتپه (بایبورد)
بایرتپه {{ترکی|Bayırtepe) (به کردی: Semkot) یک منطقهٔ مسکونی در ترکیه است که در بایبورد واقع شده‌است. بایرتپه ۱۴۱ نفر جمعیت دارد.